# فهرست کشورها بر پایه جمعیت سال ۱۰۰۰
| جمعیت‌شناسی تاریخی             | جمعیت‌شناسی تاریخی | جمعیت‌شناسی تاریخی |
| ----------------------------- | ----------------- | ----------------- |
| آلتار دومیتیوس آهنباربوس لوور |                   |                   |
| مقالات                        |                   |                   |
| تاریخ جمعیت‌شناسی              |                   |                   |
| جمعیت‌شناسی تاریخی             |                   |                   |
| برآوردهای جمعیت جهان          |                   |                   |

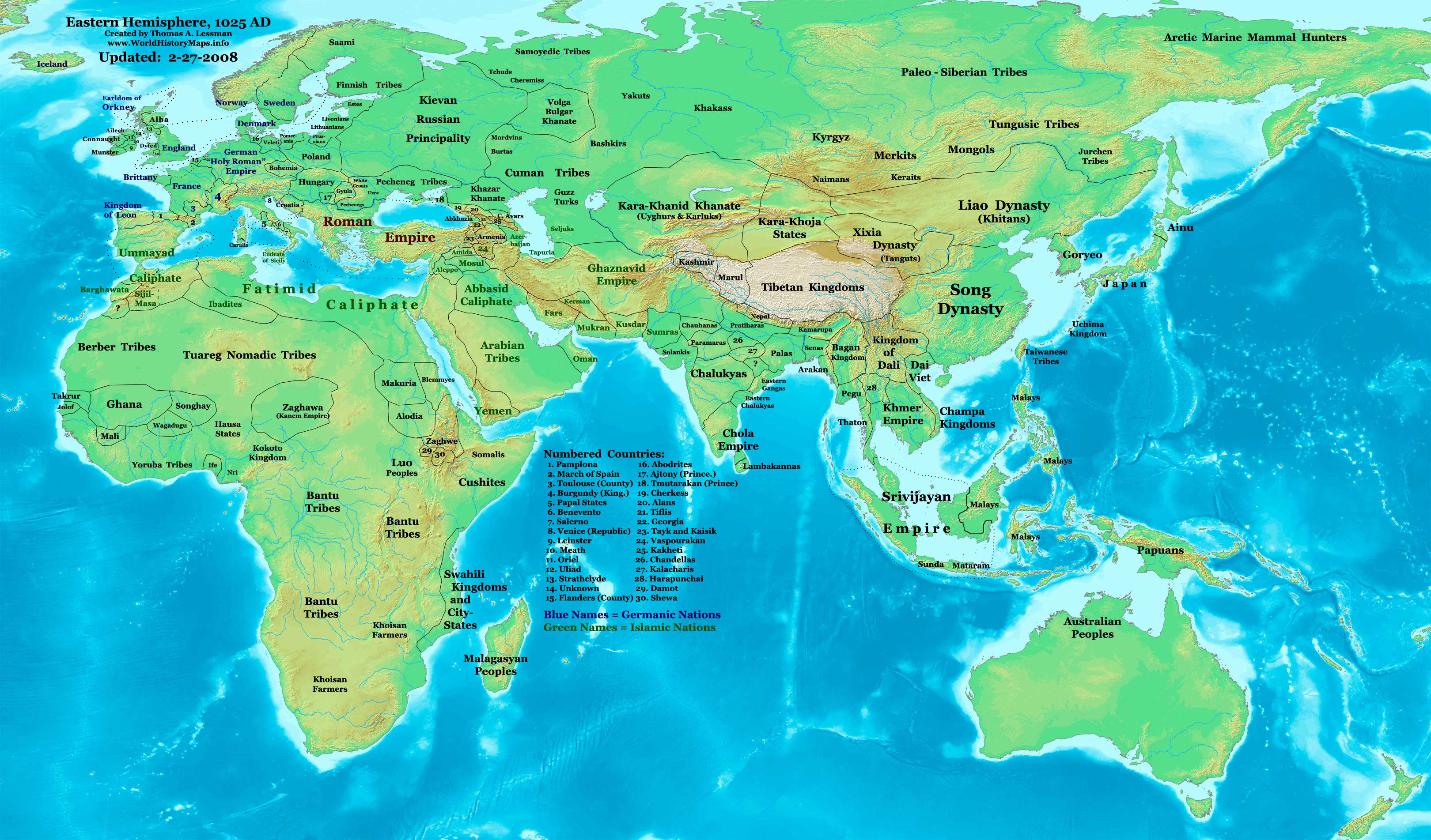
نقشهٔ نیم‌کرهٔ شرقی در سال ۱۰۲۵

| فهرست کشورها بر پایهٔ جمعیت    |                   |                   |
| ۱                             | ۱۰۰۰              | ۱۵۰۰              |

این مقاله فهرستی از کشورها بر پایهٔ جمعیتشان در سال ۱۰۰۰ میلادی است. برآوردها از ابتدای سال‌اند.
| کشور/قلمرو | جمعیت حدود ۱۰۰۰ میلادی | درصد از جمعیت جهان |
| جهان | ۳۹۰٫۰۰۰٫۰۰۰            | ۱۰۰٪               |
| --- | ---------------------- | ------------------ |
| دودمان سونگ | ۷۵٫۰۰۰٫۰۰۰             | ۲۴٫۱۹٪             |
| امپراتوری بیزانس زیربخش‌ها - *آناتولی - ۷٬۰۷۹٬۰۰۰ - یونان - 1,100,000 - کاتپانیکیون راس - ۶۳۰٬۰۰۰ - قسطنطنیه - ۳۰۰٬۰۰۰ - قبرس - 150,000                                                       | ۲۰٬۰۰۰٬۰۰۰             | ۵٫۱۳٪              |
| خلافت عباسی زیربخش‌ها - مصر - ۵٬۰۰۰٬۰۰۰ - تونس - ۱٬۰۰۰٬۰۰۰ - لیبی - ۵۰۰٬۰۰۰ - لبنان - ۳۳۶٬۰۰۰ - اردن - ۲۲۰٬۰۰۰ - فلسطین - ۱۸۶٬۰۰۰ - الجزایر - ? - سوریه - ? - نجد - ? - امیرنشین سیسیل - ? }} | ۱۵،۰۰۰،۰۰۰             | ۳٫۸٪               |
| امپراتوری مقدس روم زیربخش‌ها - - پادشاهی آلمان - 5,000,000 زیرقسمت‌ها - - لورین سفلی - ۳۰۰٬۰۰۰ - دوک‌نشین کارینثا - ۷۰۰٬۰۰۰ - دوک‌نشین سیلزیا - ۲۵۰٬۰۰۰ - پادشاهی ایتالیا - ۵٬۲۰۰٬۰۰۰            | ۱۰٬۴۵۰٬۰۰۰             | ۳٫۳۷٪              |
| دین آیین بودایی ژاپن | ۱۰٬۰۰۰٬۰۰۰             | ۲٫۵۶٪              |
| غزنویان | ۹،۰۰۰،۰۰۰              | ۲.۵٪               |
| خلافت قرطبه | ۷٬۰۰۰٬۰۰۰              | ۲٫۲۶٪              |
| روسیه | ۵٬۴۰۰٬۰۰۰              | ۱٫۷۴٪              |
| امپراتوری لیائو | ۳٬۲۵۰٬۰۰۰              | ۱٫۰۵٪              |
| گوریو | ۳٬۰۷۰٬۰۰۰              | ۰٫۹۹٪              |
| شاهزاده‌نشین مجارستان | ۱٬۲۵۰٬۰۰۰              | ۰٫۴۰٪              |
| پادشاهی انگلستان | ۱٬۲۵۰٬۰۰۰              | ۰٫۴۰٪              |
| لهستان | ۱٬۰۰۰٬۰۰۰              | ۰٫۳۲٪              |
| دوک‌نشین بوهم | ۹۰۰٬۰۰۰                | ۰٫۲۹٪              |
| امپراتوری خمر | ۸۴۱٬۰۰۰                | ۰٫۲۷٪              |
| امپراتوری بلغارستان زیربخش‌ها - *بلغارستان - ۸۰۰٬۰۰۰ - کوزوو - 82,000 | ۸۸۲٬۰۰۰                | ۰٫۲۶٪              |
| پادشاهی ایرلند زیربخش‌ها - - لینستر - مونستر - کوناکت - پادشاهی بریفن - میث - آیلچ - آوریل - اولید - دوبلین - وسفورد - واترفورد - کورک - لیمرک                                                | ۶۰۰٬۰۰۰                | ۰٫۱۹٪              |
| شاهزاده‌نشین مجارستان | ۵۰۰٬۰۰۰                | ۰٫۱۶٪              |
| پادشاهی دانمارک | ۵۰۰٬۰۰۰                | ۰٫۱۶٪              |
| پادشاهی کرواسی | ۴۱۲٬۰۰۰                | ۰٫۱۳٪              |
| پادشاهی سوئد | ۴۰۰٬۰۰۰                | ۰٫۱۳٪              |
| پادشاهی اسکاتلند | ۳۰۰٬۰۰۰                | ۰٫۱۰٪              |
| دوک‌نشین بوسنی | ۲۸۶٬۰۰۰                | ۰٫۰۹٪              |
| پادشاهی نروژ | ۲۰۰٬۰۰۰                | ۰٫۰۶٪              |
| امپراتوری خمر زیربخش‌ها - - آنگکور - ۲۰۰٬۰۰۰ | ۲۰۰٬۰۰۰                | ۰٫۰۶٪              |
| جمهوری ونیز | ۶۰٬۰۰۰                 | ۰٫۰۲٪              |

- فهرست کشورها بر پایهٔ جمعیت سال ۱ میلادی
- فهرست کشورها بر پایهٔ جمعیت سال ۱۹۰۷
- فهرست کشورها بر پایهٔ جمعیت